# Taux de marque
Ne doit pas être confondu avec le taux de marge, ni la marge bénéficiaire brute
Le taux de marque indique la part de marge commerciale dans le prix de vente d'une marchandise. Il permet d'estimer la rentabilité de la vente d'un produit ou de fixer un prix de vente hors taxes aux marchandises achetées.
Attention, une source de confusion supplémentaire existe, car le taux de marque se traduit en anglais par margin rate, alors que le taux de marge se traduit en anglais par markup rate. Afin d'éviter toute confusion, il peut être plus simple de parler de marge sur prix[réf. nécessaire] (marque) et de marge sur coût[réf. nécessaire] (marge). 

## Calcul du taux de marque
Le taux de marque d'un produit se calcule en divisant la marge commerciale par le prix de vente hors taxes (pour obtenir un pourcentage, multiplier le résultat par 100) :
{\displaystyle {\textrm {Taux~de~marque}}={\frac {\textrm {Marge~commerciale}}{\textrm {Prix~de~vente~HT}}}*100={\frac {\textrm {Prix~de~vente~HT-Cout~d'achat~HT}}{\textrm {Prix~de~vente~HT}}}*100}

Par exemple, pour une marchandise achetée 75,00 € HT et revendue 120,00 € HT, le taux de marque est de 37,50 % :
- (120-75)/120 = 0,375 ;
- 0,375 * 100 = 37,50 %.

Un aide mémoire est "le taux de marque concerne le prix marqué (étiqueté au consommateur)".

## Calcul d'un prix de vente
Il est également possible de fixer un prix de vente d'une marchandise grâce au taux de marque désiré et le prix d'achat de la marchandise.
{\displaystyle {\textrm {Prix~de~vente~HT}}={\frac {\textrm {Cout~d'achat~HT}}{1-{\textrm {Taux~de~marque}}}}}

Par exemple, il faut choisir un taux de marque de 20 % pour conserver une part de 20 % du prix de vente d'un produit. Ainsi, une entreprise qui achète une marchandise 100 € HT doit la revendre 125 € HT pour conserver 20 % du prix de vente (25 € représentent bien 20 % de 125 €) ; le prix final est de 150,00 € TTC si le taux de TVA est de 20,00 % :
- (100 / (1 - 0,2)) = 125,00 € HT ;
- (125 * 1,20) = 150 € TTC.